# Franz von Hipper
Franz Ritter von Hipper (Weilheim in Oberbayern, 1863. szeptember 13. – Othmarschen, ma Hamburg része, 1932. május 25.) német admirális az első világháború alatt, a német csatacirkáló flotta parancsnoka a jütlandi csatában. Hipper 1881-ben kadétként lépett be a német haditengerészet kötelékébe, és egy vitorláshajón az SMS Niobén teljesített szolgálatot. 1884-től 1903-ig különböző torpedónaszádokon szolgált, utóbb parancsnokként, majd az SMS Friedrich Carl páncélos cirkáló kapitányává nevezték ki. 1913-ban a főflotta felderítő egységeinek parancsnokságát bízták rá. Az első világháború kitörése után csatacirkálóit számos rajtaütésben vezette. Részt vett a doggerbanki, majd a jütlandi csatában is, ahol az általa irányított hajók a tenger fenekére küldtek két angol csatacirkálót, amivel megalapozta hírnevét.

## Bibliográfia
- Philbin, Tobias R., III. Admiral von Hipper: The Inconvenient Hero. Amsterdam: B. R. Grüner Publishing Co. (1982). ISBN 9060322002
- Waldeyer-Hartz, Hugo von. Admiral von Hipper. London: Rich & Cowan (1933)
- Walther Hubatsch: Hipper, Franz Ritter von. In: Neue Deutsche Biographie (NDB).  9. kötet, Duncker & Humblot, Berlin 1972, ISBN 3-428-00190-7,  203–204 o. (Digitalisat).